# Северный (Талдомский городской округ)
Се́верный — посёлок городского типа в Талдомском городском округе Московской области России.
Расположен в 5 км к востоку от Талдома, с которым связан автомобильной дорогой. Вместе с тремя близлежащими деревнями составляет муниципальное образование «Городское поселение Северный».
Население — 3847 чел. (2024).

## История
Возникновение населённого пункта связывается с началом строительства в 1949 году радиоцентра № 3. В 1952 году радиоцентр заработал. 
Строительство будущего посёлка вело созданное 13 декабря 1949 года СМУ № 151. В лесу вырубается место, где для работников СМУ строится барак для проживания.
В 1950—1952 гг. в посёлке велось жилищное строительство для работников радиоцентра, была проведена железнодорожная ветка из города Талдома. В 1958 году на базе мастерской по изготовлению мебели и специнвентаря начал работу Талдомский союзный завод № 8 (ныне — опытный завод «Промсвязь»).
Статус посёлка городского типа (рабочего посёлка) — с 1966 года.
В 2025 году рабочий посёлок преобразован в посёлок городского типа.

## Население
Изменение численности населения по данным переписей и ежегодных оценок:
| 1970  | 1979  | 1989  | 2002  | 2006  | 2009  |
| ----- | ----- | ----- | ----- | ----- | ----- |
| 3058  | ↗3772 | ↗4074 | ↘3828 | ↗4070 | ↘3793 |
| 2010  | 2012  | 2013  | 2014  | 2015  | 2016  |
| ↗4076 | ↘4054 | ↘3954 | ↘3885 | ↘3867 | ↘3816 |
| 2017  | 2018  | 2019  | 2020  | 2021  | 2023  |
| ↘3765 | ↘3714 | ↘3678 | ↘3670 | ↗3911 | ↘3863 |
| 2024  |       |       |       |       |       |
| ↘3847 |       |       |       |       |       |

## Экономика
Основные предприятия посёлка: опытный завод «Промсвязь», ООО «ДОЗ Северный», ОАО «ТКБ „Почта“» (производит конвейеры), ООО «Моноконструкция» (производит строительные материалы), кожевенный завод, ООО «Деревообработчик», филиал ФГУП «РТРС», Радиоцентр № 3, гостиница «Северный Двор».

## Культура
В посёлке работают амбулатория, средняя общеобразовательная школа, дошкольное образовательное учреждение «Березка», детско-юношеская спортивная школа, представительство Московского института экономики и предпринимательства, библиотека Дмитровского филиала Академии гуманитарных наук, две муниципальные библиотеки, два дома культуры.